# 로드 모나크
《로드 모나크》는 니혼 팔콤이 제작한 실시간 전략 게임이다. 《드래곤 슬레이어》 시리즈의 일곱 번째 본편으로, PC-9801 및 FM 타운즈 플랫폼으로 개발돼 1991년 출시됐다.
플레이어는 각 스테이지에서 정사각형 타일 구조의 맵에 위치한 네 개의 왕국 중 하나에서 시작해, 전투로 영토를 확장하고 최종적으로 제한 시간 안에 다른 세 왕국을 물리치는 것이 목표이다. 게임 내에 일꾼들의 AI를 조종해 구조물 건설같은 활동을 할 수 있으며, 세금을 조정해 자산을 관리하거나 다른 왕국과 임시동맹을 맺는 등 전략적 요소들이 존재한다.
첫 출시 후 추가 시나리오나 기타 새 컨텐츠가 수록된 이식판들이 출시됐다. 1992년 에폭 사가 배급한 슈퍼 패미컴 이식판이 출시됐으며, 1994년에 세가와 협력해 개발한 메가 드라이브판이 《로드 모나크: 최후의 전투 전설》이라는 제목으로 발매됐다. 1996년에 플레이스테이션 이식판이 《로드 모나크: 신 가이아 왕국기》라는 제목으로 출시됐다. 1996년에 마이크로소프트 윈도우로 일련의 이식판 및 후속작들이 개발돼 출시됐다.

## 출시
2008년 8월 29일, 메가 드라이브판이 Wii 버추얼 콘솔을 통해 디지털 재발매됐다. 2019년 발매된 전용 콘솔 메가 드라이브 미니 일본판에 메가 드라이브판이 수록됐다.

## 참조

### 내용주
1. ↑  영어: Lord Monarch, 일본어: ロードモナーク